# خوان داوني
خوان داوني (بالإسبانية: Juan Downey)‏ هو فنان فيديو ومهندس معماري ورسام ومخرج تشيلي، ولد في 11 مايو 1940 في سانتياغو في تشيلي، وتوفي في 9 يونيو 1993 في نيويورك في الولايات المتحدة بسبب سرطان.

## وصلات خارجية
- خوان داوني على موقع IMDb (الإنجليزية)
- خوان داوني على موقع قاعدة بيانات الفيلم (الإنجليزية)
- خوان داوني على موقع كينوبويسك (الروسية)